# Kisrákos, Vas
Kisrákos  este un sat în districtul Körmend, județul Vas, Ungaria, având o populație de 217 locuitori (2011). 

## Demografie
Componența etnică a satului Kisrákos
     Maghiari (100%)
Componența confesională a satului Kisrákos
     Reformați (24,88%)
     Romano-catolici (23,96%)
     Luterani (3,69%)
     Fără religie (3,23%)
     Necunoscută (44,24%)
Conform recensământului din 2011, satul Kisrákos avea 217 locuitori. Din punct de vedere etnic, majoritatea locuitorilor (100,0%) erau maghiari. Nu există o religie majoritară, locuitorii fiind reformați (24,88%), romano-catolici (23,96%), luterani (3,69%) și persoane fără religie (3,23%). Pentru 44,24% din locuitori nu este cunoscută apartenența confesională.